# Зоран Калабић
Зоран Калабић је српски и аустријски привредник, хуманиста и добротвор. Калабић од 1987. године живи и ради у Бечу. Након завршених студија економије, магистрирао је менаџмент некретнина. Добитник је бројних признања и награда за пословне успехе, хуманост, друштвену ангажованост и очување српског језика, културе, традиције и духовности, како у иностранству, тако и у Србији и Босни и Херцеговини. Године 2001. Влада Црне Горе одликовала га је златним медаљоном Н. I Петровић за посебне заслуге у промовисању Црне Горе у Аустрији. За нарочите заслуге у јачању односа Републике Србије и Републике Аустрије у области јавних и привредних делатности одликован је указом Председника Републике Србије Орденом Карађорђеве звезде 2023. године.

## Младост и образовање
Калабић је рођен у Параћину где је завршио основну и средњу економску школу. У младости је био активни спортиста и бавио се боксом у БК Каблови из Јагодине, када је био и првак Србије у велтер категорији. Има две факултетске дипломе из економије као и мастер из области пословне администрације. Студирао је на Економском факултету Универзитета у Крагујевцу, а након доласка у Беч завршава студије на Јозеф Шумпетер Институту у Велсу. Године 2012. стиче звање мастера пословне администрације - менаџмент некретнина, а потом уписује и Бечку школу међународних студија у Аустрији након чега постаје брокер и менаџер некретнина. Године 2013. постаје члан Eкономског сената у Аустрији.

## Каријера
Након што 1987. године одлази у Беч, заједно са братом Драганом покреће неколико пројеката из области туризма и угоститељства. Отварају дискотеку Карибик, а након тога и туристичку агенцију Фалкон турс. Ови послови у Аустрији су прекинути бомбардовањем Југославије 1999. године. У том тренутку се Калабић окреће области некретнина у којој је остварио највећи успех у каријери.
Након низа успешних пословних година, Калабић доноси одлуку о покретању сопственог бизниса и 2003. године са братом оснива властиту компанију 4M Immobilien, у систему ЕRA Immobilien, тада највећег ланца некретнина у Европи са преко 1300 канцеларија. Баве се изградњом, инвестирањем и продајом земљишта и некретнина. Данас имају више од 180 запослених. Са још дванаест пословних људи из расејања и матице покреће дигиталну платформу за српску дијаспору под називом W-Radio media group. Као оснивач агенције 4M Immobilie често јавно медијски говори о трендовима и флуктуацијама у области тржишта некретнина, па је тако као први Србин из дијаспоре 2024. године дао екслузиван интервју за амерички пословни магазин "Форбс".

## Хуманитарни рад
Калабић је велики хуманиста и учесник бројних акција српске и босанске заједнице у Аустрији, као и у Србији. Скоро две и по деценије узастопно финансијски подржава рад чувене клинике за лечење деце оболеле од карцинома St. Anna Kinderspital, а листа донација је велика. Свом родном Параћину је донирао амбулантна кола и ватрогасно возило, а помоћ Србији и Босни и Херцеговини је пружио и након поплава 2014. године. Помагао је обнову манастира Хиландар након пожара и то ради и данас. Помоћ пружа друштвима и организацијама из области науке и културе. Калабић сарађује са културним друштвом Просвјета у Бечу, Српским културним центром, Удружењем српских привредника, а већ 25 година помаже организацију Светосавског бала у палати Хофбург у Бечу. Финансира издавачку делатност Срба у расејању, као и многа друга културно-уметничка и образовна дешавања.
Такође сарађује и са научном фондацијом Никола Тесла из Филаделфије.
На 26. Светосавском балу одржаном у Бечу, у палати Хофбург, Калабић је учествовао на хуманитарној аукцији, где је лицитирао реплику „Мирослављевог јеванђеља“, а прикупљена средства била су намењена подршци Љиљани Дукић, самохраној мајци троје деце из Обреновца, која живи у тешким условима. Бал је окупио више од 2.500 званица, међу којима су били дипломате, привредници, културни радници и припадници европског џет-сета, док је Калабић лично угостио 74 почасна госта из различитих професија, укључујући новинарку Весну де Винчу, оперског редитеља Тадију Милетића, певача Ненада Кнежевића Кнеза, Мис Србије Александру Рутовић и многе друге.

## Приватни живот
Калабић је ожењен Суботичанком Адријаном Лушези (мађ. Adrianna Lushezy), отац је четворо деце Има старијег брата Драгана са којим сарађује и на пословном плану и који му је, по његовим речима, подршка и ослонац. Заједно са српским представницима у аустријској власти интензивно ради на томе да Срби добију статус националне мањине у Аустрији.

## Награде
Калабић је добитник бројних награда које додељују светске организације и асоцијације. Три године за редом проглашаван је за најбољег брокера у Сједињеним Америчким Државама и Европи, а на међународној пословној конференцији у Лас Вегасу проглашен је за шампиона некретнина у Европи. Осим високих новчаних награда, немачке, аустријске и америчке асоцијације за пословне људе доделиле су му више од 30 пехара и диплома.
Добитник је и бројних повеља и других признања за хуманост, међу којима се највише истиче то да је као први Србин и православац проглашен витезом командиром Војног и гостољубивог реда Светог Лазара од Јерусалима, јер је више од две и по деценије помагао клинику Св. Ана у борби против рака деце. Теслина научна фондација из Филаделфије одликовала га је Тесла-златном медаљом, а добитник је и бројних награда за унапређење културе и уметности.Године 2023, поводом Дана државности Србије, на Сретење, одликован је Орденом Карађорђеве звезде трећег степена, за нарочите заслуге у јачању односа између Србије и Аустрије у области јавних и привредних делатности. Године 2001. одликован је златним медаљоном Н. I Петровић за посебне заслуге у промовисању Црне Горе у Аустрији., био је награђиван током рада у РЕ/МАКС-у у Аустрији као најбољи агент некретнина, а међу бројним награда издвајају се следеће:
- Фирмен АБЦ награда за Топ компанију 4М Имобилијен.
- Immo Scout24 Награда за Топ компанију у поседовању некретнина у Аустрији 2023.
- Континуирани добитник ЕРА награде - Европске ренталне асоцијације, и то у непрекинутом низу од једанаест година, од 2008 - 2019. године, међу којима су награде за најбољег брокера, најбољу агенцију у Аустрији, Тексасу, Лас Вегасу, Сан Франциску, Вашингтону.[1]
- Континуирани добитник FindMyhome Award за најбољу агентуру у Аустрији и то за 2016, 2017 и 2018.[1]
- Награда асоцијације Срба у Аустрији и Француској за унапређење српске културе и језика.[1]
- ABC Award за топ предузеће у Асутрији за 2020. годину.[1]
- ImmoWelt Award Germany за потврђене квалификације и првокласан маркетиншки подухват за 2020. годину.[1]
- Проглашен 2021. године [15] за аутријског витеза хоспиталца и за команданта Реда војске гостољубивих Светог Лазара од Јерусалима.[1]
- Октобарска награда града Јагодине.[3]
- Тесла златна медаља Теслине научне фондације из Филаделфије, новембар 2021.[1]
- Статус Сенатора при Аустријском економском сенату за обуку и даље образовање, 2022. година.[1]
- Орден Карађорђеве звезде трећег степена (2023)[4]

## Галерија
- Награда за топ компанију ЕРА 4М Имобилијен консалтинг.
- Калабић у Универзал студију, Холивуд, Лос Анђелесу, Сједињене Америчке Државе.
- Калабић на додели повеље за успешну политичко-друштвену сицијалну и економску интеграцију у Аустрији.